# Weijim Pale
Weijim Pale est une île habitée appelée auparavant île Babi mais qui a été renommée car ce nom été jugé inapproprié[Par qui ?]. Weijim signifie lumière ou torche, terme populaire depuis l'arrivée de la Bible en Papouasie. L'île Weijim Pale est située dans le district des îles Sembilan, dans le Kabupaten de Raja Ampat, en Papouasie du Sud-ouest. Elle est adjacente à l'île Weijim Ganan située au sud-est. Un détroit étroit et peu profond sépare ces deux îles.

## Topographie et population
La topographie de l'île est généralement plate avec une hauteur moyenne de 3 mètres au-dessus du niveau de la mer. L'île compte deux villages, à savoir Weijim-Ouest et Weijim-Est. Le village de Weijim-Ouest est la capitale du district des îles Sembilan. 
La majorité de la population appartient à la tribu Biak Beteu dont les ancêtres vivaient à l'origine sur l'île du Lofon et ses environs. En 2003, lors de la création du district, les habitants ont décidé d'appeler leur district sous le nom des îles Sembilan (Sembilan signifiant neuf en Indonésien). Il était auparavant une division du district de Misool en 2003.

## Économie
Les moyens de subsistance des résidents sont le jardinage, la pêche et 90 % de la population produit du coprah. La production totale de coprah dans le groupe d'îles Weijim Pale était de 11,6 tonnes pour une plantation de cocotiers de 51 ha en 2012.
Le rendement du coprah sur l'île Weijim Pale est l'un des plus importants de Papouasie, à l'exception des îles Kofiau et West Waigeo . La plantation de cocotiers de cette île s'étend sur 19 ha pour Weijim-Est avec un rendement de 1,5 tonne en 2012. et sur 16 ha Weijim-Ouest avec un rendement de coprah de 2,5 tonnes. Le coprah sera transporté jusqu'à Bitung pour y être transformé et exporté.
En dehors de cela, les plantations de cocotiers appartenant aux résidents sont dispersées sur de petites îles. Chaque île a été plantée de noix de coco et certaines ont été plantées de cultures à court terme comme les bananes, le soja et le bétel. Ces îles appartiennent à quatre ou cinq clans dont les territoires ont été définis à l'époque de leurs ancêtres.
En novembre 2021, le village de Wejim a accueilli le festival annuel de flûte Tambur,.

## Archipel
Il y a trois autres îles dans les eaux orientales, à savoir l'île Gelem, l'île Dio et l'île Wanagalaiso, qui s'alignent d'ouest en est. Au nord se trouvent l'île Dusyeit, l'île Syeitmogan et l'île Mumus Pale avec la limite nord sur l'île Umta Islandsembilan.

### Île Wanagalaiso
Cette petite île est également appelée l'île Wanagalas par les résidents locaux et possède un vieux village appelé Satukurano village qui est l'origine ancestrale des habitants de l'île Weijim Pale. Cependant, depuis 1994, certains habitants de cette île ont déménagé sur l'île principale. Le village de Satukurano compte 191 habitants avec une plantation de cocotiers de 4 ha pour une récolte de coprah de 5,5 tonnes en 2012.

### Île de Kaluf
Situé à 15 km sur le côté ouest de l'île Weijim Pale, il y a un village appelé Tikus Village. L'île de Kaluf est également plantée de cocotiers avec une superficie de plantation de 12 ha et une production de coprah de 2,1 tonnes en 2012. Cette île constitue la limite ouest du groupe d'îles Weijim Pale entouré de deux autres îles, à savoir l'île Mumus Ganan et l'île Santon, alignées d'ouest en est.